# Symbole monétaire
Au fil du temps se sont dégagés des symboles monétaires permettant de rappeler en quelle devise étaient établis les prix sans avoir à réécrire en toutes lettres le nom de celle-ci.
Au XXe siècle, les plus répandus étaient la livre sterling (£) et le peso/dollar ($). Le yen (¥) les rejoignit dans les années 1960. L’euro (€) se joignit au groupe de tête en 1999. Un signe fut alors prévu pour désigner un symbole monétaire générique lorsque le symbole national n’existe pas dans le jeu de caractères, le symbole : ¤.

## Utilisation
L'emplacement du symbole de la devise varie selon les langues et les cultures : ainsi, la plupart des pays du monde anglo-saxon et d'Amérique latine le placent avant le montant sans espaces (par exemple, $500,000.00 ou £50.42) ; par contre, dans la plupart des pays européens comme la France, le symbole est placé après le montant avec une espace (par exemple 20,50 €).

## Historiques

### Dollar

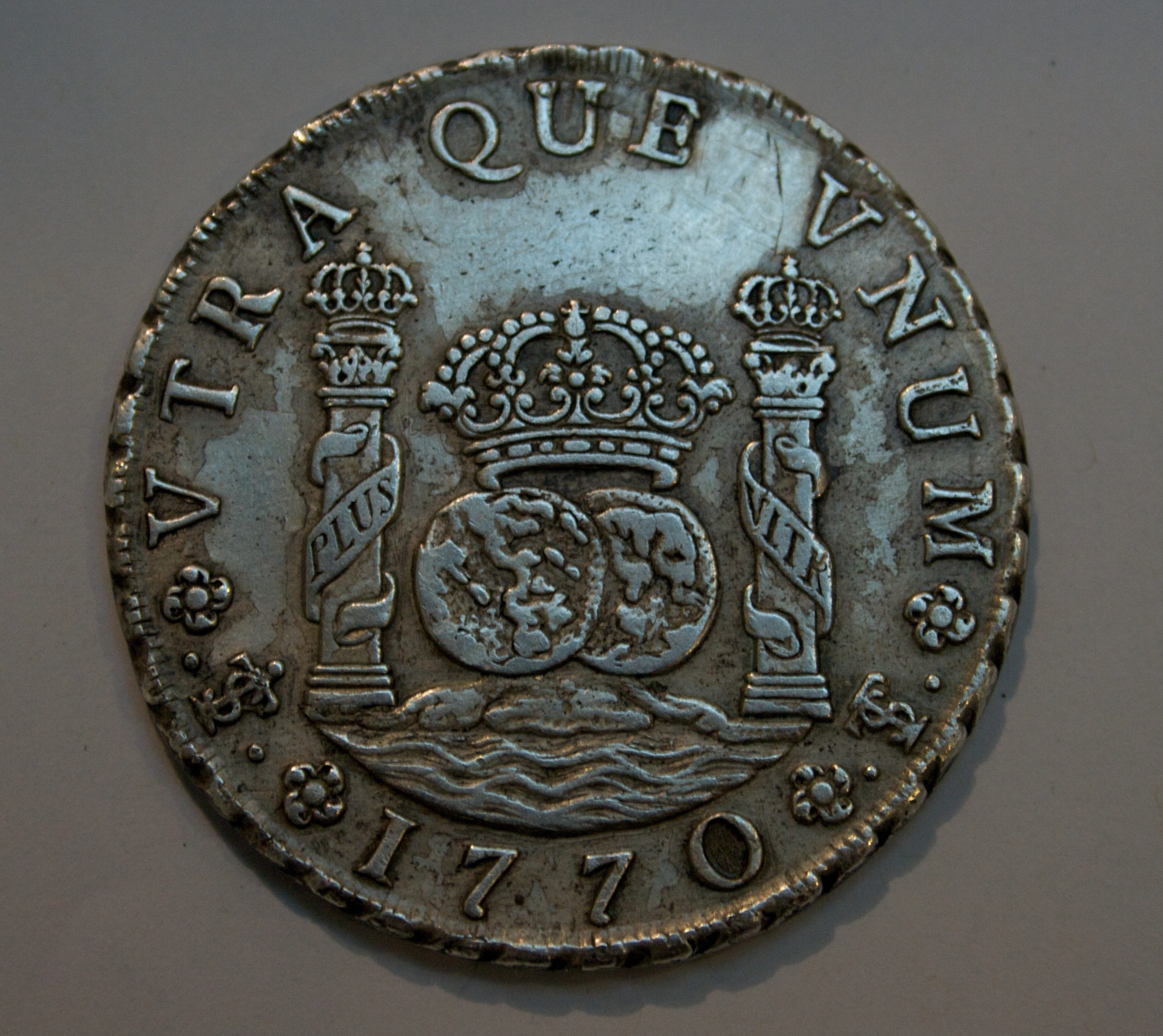
Pièce de huit de Potosi, 1770, British Museum. Les colonnes d’Hercule sont visibles avec la devise Plus ultra de Charles Quint.

Le symbole du dollar, « $ », est probablement d’origine hispanique, mais son origine n’est pas certifiée, comme l’attestent les diverses hypothèses évoquées par les numismates et chercheurs :
- Ce pourrait être à l’origine les pièces de huit espagnoles - pièces de 8 réaux, piece of eight ou spanish dollar pour les américains - qui ont eu cours légal aux États-Unis jusqu’en 1857. Le signe $ serait la représentation du 8 (comme au Mexique où la pièce de 8 réaux devint après décimalisation la pièce de 1 peso où le signe $ n’est barré qu’une fois) ;
- Toujours sur les pièces de huit, les armoiries espagnoles, qui figuraient côté face, font apparaitre deux colonnes, représentation héraldique des Colonnes d'Hercule ou représentation des deux colonnes du Temple de Salomon, les colonnes de Jakin et Boaz qui deviendraient les deux barres du dollar ;
- D’après une autre hypothèse, le sigle $ viendrait de l’abréviation US pour United States, les deux lettres étant superposées. Le « U » a fini par être remplacé par deux barres pour des raisons de contraintes typographiques.

### Euro

Construction officielle du symbole de l’euro.

Le glyphe (ou symbole graphique) de l'euro, « € ». a été développé dans le service interne de la Commission européenne chargé de l’information sur la monnaie unique.  Dix maquettes ont été soumises à un panel de citoyens européens. Le caractère retenu s’inspire de la lettre grecque « epsilon », référence à l’Antiquité et au berceau de la civilisation européenne, et évoque également la première lettre du mot « Europe ». Les deux traits parallèles symbolisent la stabilité de l’euro.

### Franc
Le franc a connu diverses abréviations F, fr, Fr, en France NF, ₣ (F barré, proposé en France par Édouard Balladur en 1988 mais jamais adopté, ou ligature Fr), précisées selon le contexte : FF pour le franc français (FRF), FB pour le franc belge (BEF), Fr, fr, FrS, Sfr ou SFr pour le franc suisse (CHF).

### Livre sterling
Le symbole de la livre sterling, « £ », un L orné, est utilisé depuis le XVIIIe siècle. Son origine est le latin libra, unité de poids romaine, tout comme l’abréviation « Lb ». En anglais, il se note avant le montant, sans espace, et non après.

### Yen
Le yen est la devise officielle du Japon. Il a été créé en novembre 1870, pour remplacer le ryō « 両 ». Le symbole graphique latinisé du yen est « ¥ ». En japonais il s’écrit « 円 », ce qui est une forme simplifiée de l’ancienne graphie « 圓 ».

### Yuan
Le yuan (元人民币, yuan renminbi, « monnaie du peuple ») est le nom officiel prévalant en République populaire de Chine. Le caractère transcrivant « yuan » est « 元 », représenté par le « ¥ » latinisé. « 元 » est une simplification de « 圓 », signifiant « objet rond » et dont provient également le caractère « 円 » utilisé pour les yens.

### Shekel
Le shekel hadash (שקל חדש, « nouveau shekel »), ou shekalim au pluriel (prononcé shkalim), la monnaie nationale de l’État d’Israël, est symbolisée par « ₪ », constitué des lettres shin (ש) et het (ח) entremêlées, les premières lettres des mots shekel (שקל) et hadash (חדש) (« nouveau »)  en hébreu.

## Règles typographiques en français
L'Office québécois de la langue française recommande d’écrire le symbole monétaire sur la même ligne que le nombre et en caractères du même corps. Le symbole s'inscrit à droite du nombre et il est séparé de celui-ci par un espacement,.
En France également, le symbole s'écrit usuellement après le nombre (comme pour les unités de mesures), séparé de celui-ci par un espacement. Lorsqu’on emploie une unité monétaire à division décimale, le symbole s’écrit à droite du nombre décimal.
Le signe décimal est toujours la virgule (qui n’est pas suivie d’un espacement dans ce cas).
Lorsqu'il est nécessaire de préciser le code du nom du pays émetteur, celui-ci doit être placé après le symbole monétaire, sur la même ligne, et en être séparé par un espacement.
Dans tous les cas, la séquence contenant le nombre, le symbole monétaire, l’éventuel code du nom de pays et les espacements entre eux devraient être insécables afin de garder l'ensemble sur la même ligne.

## Représentation informatique
Unicode définit d’une part des points de code éparpillés pour les symboles monétaires suivants :
- U+0024 $ DOLLAR SIGN (SYMBOLE DOLLAR) = milreis, escudo, piastre — Utilisé pour de nombreuses monnaies portant le nom de « peso » en Amérique latine ; le glyphe peut comporter une ou deux barres verticales.
- U+00A2 ¢ CENT SIGN (SYMBOLE CENTIME) = symbole cent américain.
- U+00A3 £ POUND SIGN (SYMBOLE LIVRE) = livre sterling, punt irlandaise, lire, etc. — à ne pas confondre avec l’unité de poids ; le glyphe peut comporter une ou deux barres transversales, ce qui le distingue de U+20A4 ₤ LIRA SIGN (SYMBOLE LIRE).
- U+00A4 ¤ CURRENCY SIGN (SYMBOLE MONÉTAIRE) — Devise générique ou inconnue.
- U+00A5 ¥ YEN SIGN (SYMBOLE YEN) = symbole yuan (renminbi) — Il n’y a pas d’autre caractère défini comme symbole pour distinguer le yuan et le yen ; le glyphe peut comporter une ou deux barres transversales, mais le symbole officiel en Chine comme au Japon en comporte deux ; dans le contexte local, des sinogrammes spécifiques peuvent être utilisés pour les unités de ces monnaies. Alternative : U+024E Ɏ (LETTRE MAJUSCULE LATINE Y BARRÉ).
- U+0192 ƒ LATIN SMALL LETTER F WITH HOOK (LETTRE MINUSCULE LATINE F HAMEÇON) = f cursif — Ancien symbole monétaire du florin (Pays-Bas ou anciennes Antilles néerlandaises).
- U+058F ֏ ARMENIAN DRAM SIGN (SYMBOLE DRAM ARMÉNIEN) — Arménie.
- U+060B ؋ AFGHANI SIGN (SYMBOLE AFGHANI) — Afghanistan (utilisé avec les nombres arabo-persans orientaux).
- U+09F2 ৲ BENGALI RUPEE MARK (SIGNE BENGALI ROUPIE) = taka — Bangladesh ; symbole désuet (utilisé avec les nombres bengalis).
- U+09F3 ৳ BENGALI RUPEE SIGN (SYMBOLE BENGALI ROUPIE) = taka bangladais — Bangladesh.
- U+0AF1 ૱ GUJARATI RUPEE SIGN (SYMBOLE GOUDJARATI ROUPIE) — Inde ; l’écriture recommandée est U+0AB0 U+0AC2 U+0AF0 રૂ૰ (utilisé avec les nombres goudjaratis).
- U+0BF9 ௹ TAMIL RUPEE SIGN (SYMBOLE TAMOUL ROUPIE) = roupaï — Inde (utilisé avec les nombres tamouls).
- U+0E3F ฿ THAI CURRENCY SYMBOL BAHT (SYMBOLE MONÉTAIRE THAÏ BAHT) — Thaïlande.
- U+17DB ៛ KHMER CURRENCY SYMBOL RIEL (SYMBOLE MONÉTAIRE KHMER RIEL) — Cambodge.
- U+2133 ℳ SCRIPT CAPITAL M (MAJUSCULE M DE RONDE) — symbole du mark allemand avant la Seconde Guerre mondiale.
- U+5143 元 CJK UNIFIED IDEOGRAPH-5143 (SINOGRAMME UNIFIÉ CJC-5143) — Chine ou Japon (dans le contexte local).
- U+5186 円 CJK UNIFIED IDEOGRAPH-5186 (SINOGRAMME UNIFIÉ CJC-5186) — Chine ou Japon (dans le contexte local).
- U+5706 圆 CJK UNIFIED IDEOGRAPH-5706 (SINOGRAMME UNIFIÉ CJC-5706) — Chine ou Japon (dans le contexte local).
- U+5713 圓 CJK UNIFIED IDEOGRAPH-5713 (SINOGRAMME UNIFIÉ CJC-5713) — Chine ou Japon (dans le contexte local).
- U+FDFC ﷼ RIAL SIGN (SYMBOLE RIAL) — Symbole ayant la forme d’une ligature isolée de U+0631 U+06CC U+0627 U+0644 ریال (utilisé avec les nombres arabo-persans occidentaux).
- U+1E2FF 𞋿 WANCHO NGUN SIGN (SYMBOLE WANTCHO NGOUN) = roupie.

et d’autre part le bloc U+20A0 – 20CF (où les points code U+20C1 – 20CF ne sont pas encore définis en Unicode 16.0) est consacré uniquement à des symboles monétaires :
- U+20A0 ₠ EURO-CURRENCY SIGN (SYMBOLE ÉCU) — caractère prévu pour l’ECU, unité de compte électronique obsolète de la Communauté européenne ; ce caractère est caduc et n’a guère été utilisé ; l’ECU n’est pas l’euro.
- U+20A1 ₡ COLON SIGN (SYMBOLE COLON) — Costa Rica, Salvador.
- U+20A2 ₢ CRUZEIRO SIGN (SYMBOLE CRUZEIRO) — Brésil ; ancienne unité monétaire.
- U+20A3 ₣ FRENCH FRANC SIGN (SYMBOLE FRANC FRANÇAIS) — France ; ancienne unité monétaire.
- U+20A4 ₤ LIRA SIGN (SYMBOLE LIRE) — caractère caduc ; destiné à représenter la lire italienne, mais le symbole est peu utilisé ; le caractère recommandé pour la lire est U+00A3 £ POUND SIGN (SYMBOLE LIVRE).
- U+20A5 ₥ MILL SIGN (SYMBOLE MILLIÈME) — États-Unis (1/10 de cent), peu utilisé.
- U+20A6 ₦ NAIRA SIGN (SYMBOLE NAIRA) — Nigeria.
- U+20A7 ₧ PESETA SIGN (SYMBOLE PESETA) — Espagne ; ancienne unité monétaire.
- U+20A8 ₨ RUPEE SIGN (SYMBOLE ROUPIE) — symbole générique utilisé pour la roupie au Sri Lanka, au Pakistan et au Népal (abandonné officiellement en Inde).
- U+20A9 ₩ WON SIGN (SYMBOLE WON)  — Corée du Sud et Corée du Nord ; le glyphe peut présenter une ou deux barres transversales, mais la forme la plus courante utilisée en écriture coréenne n’en présente qu’une seule.
- U+20AA ₪ NEW SHEQEL SIGN (SYMBOLE NOUVEAU CHÉKEL) = shekel, sheqel — Israël.
- U+20AB ₫ DONG SIGN (SYMBOLE DONG) — Viêt Nam.
- U+20AC € EURO SIGN (SYMBOLE EURO) — symbole monétaire pour l’Union monétaire européenne ; l’euro n’est pas l’ECU.
- U+20AD ₭ KIP SIGN (SYMBOLE KIP) — Laos.
- U+20AE ₮ TUGRIK SIGN (SYMBOLE TOUGRIK) (translittération aussi en tougroug, tougric, tougrog, togrog) — Mongolie.
- U+20AF ₯ DRACHMA SIGN (SYMBOLE DRACHME) — Grèce.
- U+20B0 ₰ GERMAN PENNY SIGN (SYMBOLE PFENNIG) — Allemagne ; ancienne unité monétaire.
- U+20B1 ₱ PESO SIGN (SYMBOLE PESO) — Philippines (le symbole dollar s’utilise pour le peso dans de nombreux pays d’Amérique latine).
- U+20B2 ₲ GUARANI SIGN (SYMBOLE GUARANI) — Paraguay.
- U+20B3 ₳ AUSTRAL SIGN (SYMBOLE AUSTRAL) — Argentine ; ancienne unité monétaire remplacée par le peso argentin.
- U+20B4 ₴ HRYVNIA SIGN (SYMBOLE HRYVNIA) — Ukraine.
- U+20B5 ₵ CEDI SIGN (SYMBOLE CEDI) — Ghana ; le glyphe peut ressembler à U+023B Ȼ LETTRE MAJUSCULE LATINE C BARRÉ ou à un C avec une petite barre verticale traversant l’arc supérieur.
- U+20B6 ₶ LIVRE TOURNOIS SIGN (SYMBOLE LIVRE TOURNOIS) — unité de compte monétaire utilisée en France du XIIIe siècle au XVIIIe siècle.
- U+20B7 ₷ SPESMILO SIGN (SYMBOLE SPESMILO) — unité monétaire transnationale obsolète associée au monde de l’espéranto.
- U+20B8 ₸ TENGE SIGN (SYMBOLE TENGE) — Kazakhstan.
- U+20B9 ₹ INDIAN RUPEE SIGN (SYMBOLE ROUPIE INDIENNE) — symbole monétaire officiel de la roupie pour l’Inde ; contraste avec les symboles de la roupie propres à certaines écritures indiennes.
- U+20BA ₺ TURKISH LIRA SIGN (SYMBOLE LIRE TURQUE) — symbole monétaire officiel de la lire pour la Turquie.
- U+20BB ₻ NORDIC MARK SIGN (SYMBOLE MARK NORDIQUE) — représentation primitive du mark utilisé au Danemark et en Norvège.
- U+20BC ₼ MANAT SIGN (SYMBOLE MANAT) — Azerbaïjan.
- U+20BD ₽ RUBLE SIGN (SYMBOLE ROUBLE) — Russie.
- U+20BE ₾ LARI SIGN (SYMBOLE LARI) — Géorgie.
- U+20BF ₿ BITCOIN SIGN (SYMBOLE BITCOIN) — cryptomonnaie.
- U+20C0 ⃀ SOM SIGN (SYMBOLE SOM) — Kirghizistan.

Seuls certains de ces symboles ont un caractère officiel, d’autres ne sont que usuels ou désignent d’anciennes devises ou unités de compte et sont parfois ambigus sur la devise qu’ils désignent selon le contexte.

## Culture populaire
Des pancartes « ¥€$ » (yen, euro, dollar) constituant le mot yes (« oui » en anglais) furent utilisées par les partisans de l’euro dans leurs bannières et tracts. C’est également le nom d’un jeu de société.